# Richard Goz
Richard Goz también Richard le Goz y Richart d’Avrenchin (Avranches, 13 de octubre de 1025-ibidem c. 1082) fue un noble normando, vizconde de Avranches (1046) y conde de Chester. Hijo de Thorstein le Goz (Latín:Ricardus Turstini filius); y de Judith de Montanolier (c. 960). Leal a Guillermo I de Inglaterra, logró que su padre volviera a ganarse la simpatía del duque, a pesar de su rebelión y exilio.
Roman de Rou cita que apoyó a Guillermo el Conquistador en la conquista normanda de Inglaterra, proporcionando 60 barcos para apoyar la invasión de Inglaterra de Guillermo en 1066, pero no se encuentra entre los que se sabe que estuvieron presentes en la batalla de Hastings. Aunque Wace cita que participó en la Batalla de Hastings, se considera improbable y un error del cronista que cruzó información con su hijo Hugo de Avranches. Entre 1070 y 1079, Richard medió en un conflicto entre Raoul Tesson y la abadía de Fontenay. 
También pudo haber sido señor de Creully y haber estado a cargo del castillo de Saint-James-de-Beuvron, construido por Guillermo en 1067, poco después de la guerra contra los bretones de 1064-66. Hacia el año 1076 fue uno de los jueces que dictó sentencia contra Roberto Bertram.

## Herencia
Esposó con Emma de Contenville, hija de Herluin de Conteville y fruto de esa relación nacieron varios hijos:
- Hugo de Avranches;
- Helisende d'Avranches, esposa de Guillermo II d'Eu, hijo de Roberto de Eu;[5]
- Judith d'Avranches [Le Goz], esposa de Richer de L'Aigle;[6]
- Maud [Margaret] d'Avranches [Le Goz], esposa de Ranulfo de Briquessart, un hijo de Ranulfo de Bessin;
- Arbella [Isabella] de Corbeil, esposa de Gilbert de Corbeil.